# Deposizione di Cristo (Cima da Conegliano)
La Deposizione di Cristo è un dipinto Olio su tela di Cima da Conegliano, conservato nel Museo Puškin di Mosca.
Il dipinto raffigura al centro Gesù deposto, da sinistra i santi Giuseppe d'Arimatea o Simeone, Giovanni Evangelista, Nicodemo, la Madonna, Salome o Maria di Cleofa, Maddalena, frate domenicano in piedi.